# Ghosi
Ghosi é uma cidade e uma nagar panchayat no distrito de Mau, no estado indiano de Uttar Pradesh.

## Geografia
Ghosi está localizada a 26° 07′ N, 83° 32′ L. Tem uma altitude média de 68 metros (223 pés).

## Demografia
Segundo o censo de 2001, Ghosi tinha uma população de 35,833 habitantes. Os indivíduos do sexo masculino constituem 52% da população e os do sexo feminino 48%. Ghosi tem uma taxa de literacia de 63%, superior à média nacional de 59.5%: a literacia no sexo masculino é de 71% e no sexo feminino é de 55%. Em Ghosi, 19% da população está abaixo dos 6 anos de idade.